# Яценков, Николай
Николай Яценков — русский писатель и переводчик. Среди его работ такие произведения, как «Советы несчастныя матери ея дочерям» (с французского, 1782), «Изображение великого Фридриха, короля прусского» (автор Бурде, 1789); «Карл Винек, или угнетенная невинность» (автор Август Мейснер, 1789); «Новости: греческая, испанская, португальская, французская и немецкая» (автор Флориани, 2 части, 1789).